# Dereova
Dereova (türkisch für Bach-Ebene) (kurd. Deriye) ist ein Dorf im Landkreis Nazımiye der türkischen Provinz Tunceli. Dereova liegt ca. 10 km nordöstlich der Kreisstadt Nazımiye.
Im Jahre 1985 hatte Dereova 245 und im Jahre 2000 insgesamt 427 Einwohner. Im Jahre 2009 betrug die Zahl der Einwohner noch 65.
Dereova gehört zum Bucak Büyükyurt und verfügt über eine Gesundheitsstation. Die Straße nach Dereova ist unbefestigt, eng und voller Serpentinen. 
Bekannt ist der Wasserfall in Dereova (Dereova Şelalesi). Dieser Wasserfall ist mit der Überlieferung einer frischvermählten Melkerin verbunden, deren Milch umgestoßen wurde und die nun das Wasser als Ersatz nahm, welches sich in Milch verwandelte. Aus diesem Grunde heißt der Wasserfall auch Gelin Pınarı, die Quelle der Braut.
Dereova war in den letzten Jahren wiederholt Schauplatz von Auseinandersetzungen zwischen PKK und Sicherheitskräften. Es kommt zu Gefechten und Operationen. 2008 explodierte ein Sprengsatz der PKK auf der Hauptverbindungsstraße zwischen Dereova und der Kreishauptstadt. Auch entführte die PKK 2008 zwei Personen, die die Kaserne der Jandarma in der Nähe Dereovas belieferten.